# Gróbki (Piaseczno)
Gróbki – dawna dzielnica, dalej w granicach miasta Piaseczna, w województwie mazowieckim, w powiecie piaseczyńskim.
Obecnie znajduje się tam oczyszczalnia ścieków, w przeszłości znajdował się tam cmentarz zmarłych na choroby zakaźne.